# 施泰納赫阿亨河
47°34′04″N 10°34′25″E / 47.567643°N 10.573664°E
施泰納赫阿亨河（德語：Steinacher Achen），是德國的河流，位於該國東南部，由巴伐利亞負責管轄，屬於菲爾斯河的支流，河道全長13.5公里，流域面積30平方公里。